# 400 mètres masculin aux Jeux olympiques d'été de 1996 (athlétisme)
Navigation
Barcelone 1992 Sydney 2000
L'épreuve du 400 mètres masculin aux Jeux olympiques de 1996 s'est déroulée du 26 au 29 juillet 1996 au Centennial Olympic Stadium d'Atlanta, aux États-Unis.  Elle est remportée par l'Américain Michael Johnson qui établit en finale un nouveau record olympique en 43 s 49.

## Résultats

### Finale
| Rang               | Athlète               | Pays        | Temps   | Notes |
| ------------------ | --------------------- | ----------- | ------- | ----- |
| Médaille d'or      | Michael Johnson       | États-Unis  | 43 s 49 | OR    |
| Médaille d'argent  | Roger Black           | Royaume-Uni | 44 s 41 |       |
| Médaille de bronze | Davis Kamoga          | Ouganda     | 44 s 53 |       |
| 4                  | Alvin Harrison        | États-Unis  | 44 s 62 |       |
| 5                  | Iwan Thomas           | Royaume-Uni | 44 s 70 |       |
| 6                  | Roxbert Martin        | Jamaïque    | 44 s 83 |       |
| 7                  | Davian Clarke         | Jamaïque    | 44 s 99 |       |
| 8                  | Ibrahim Ismail Muftah | Qatar       | DNF     |       |

### Demi-Finale 1
| Rang | Athlète               | Pays        | Temps   | Notes |
| ---- | --------------------- | ----------- | ------- | ----- |
| 1    | Roger Black           | Royaume-Uni | 44 s 69 |       |
| 2    | Davian Clarke         | Jamaïque    | 44 s 87 |       |
| 3    | Ibrahim Ismail Muftah | Qatar       | 45 s 02 |       |
| 4    | Alvin Harrison        | États-Unis  | 45 s 04 |       |
| 5    | Samson Kitur          | Kenya       | 45 s 17 |       |
| 6    | Stefan Balosak        | Slovaquie   | 45 s 59 |       |
| 7    | Troy Douglas          | Bermudes    | 46 s 33 |       |

### Demi Finale 2
| Rang | Athlète          | Pays                            | Temps   | Notes |
| ---- | ---------------- | ------------------------------- | ------- | ----- |
| 1    | Michael Johnson  | États-Unis                      | 44 s 59 |       |
| 2    | Roxbert Martin   | Jamaïque                        | 44 s 81 |       |
| 3    | Davis Kamoga     | Ouganda                         | 44 s 85 |       |
| 4    | Iwan Thomas      | Royaume-Uni                     | 45 s 01 |       |
| 5    | Sunday Bada      | Nigeria                         | 45 s 30 |       |
| 6    | Eswort Coombs    | Saint-Vincent-et-les-Grenadines | 45 s 36 |       |
| 7    | Michael McDonald | Jamaïque                        | 45 s 48 |       |
| 8    | Neil de Silva    | Trinité-et-Tobago               | 45 s 56 |       |

### Quart de Finale 1
| Rang | Athlète            | Pays           | Temps   | Notes |
| ---- | ------------------ | -------------- | ------- | ----- |
| 1    | Sunday Bada        | Nigeria        | 44 s 88 |       |
| 2    | Davian Clarke      | Jamaïque       | 44 s 98 |       |
| 3    | Samson Kitur       | Kenya          | 45 s 03 |       |
| 4    | Troy Douglas       | Bermudes       | 45 s 26 |       |
| 5    | Arnaud Malherbe    | Afrique du Sud | 45 s 26 |       |
| 6    | Tawanda Chiwira    | Zimbabwe       | 45 s 38 |       |
| 7    | Mathias Rusterholz | Suisse         | 45 s 72 |       |
| 8    | Piotr Rysiukiewicz | Pologne        | 46 s 19 |       |

### Quart de Finale 2
| Rang | Athlète               | Pays           | Temps   | Notes |
| ---- | --------------------- | -------------- | ------- | ----- |
| 1    | Roger Black           | Royaume-Uni    | 44 s 72 |       |
| 2    | Ibrahim Ismail Muftah | Qatar          | 44 s 96 |       |
| 3    | Harry Butch Reynolds  | États-Unis     | 45 s 21 |       |
| 4    | Štefan Balošák (en)   | Slovaquie      | 45 s 31 |       |
| 5    | Alejandro Cárdenas    | Mexique        | 45 s 33 |       |
| 6    | Bobang Phiri          | Afrique du Sud | 45 s 51 |       |
| 7    | Sanderlei Parrela     | Brésil         | 45 s 72 |       |
| 8    | Kennedy Ochieng       | Kenya          | 45 s 72 |       |

### Quart de Finale 3
| Rang | Athlète             | Pays              | Temps   | Note |
| ---- | ------------------- | ----------------- | ------- | ---- |
| 1    | Michael Johnson     | États-Unis        | 44 s 62 |      |
| 2    | Roxbert Martin      | Jamaïque          | 44 s 74 |      |
| 3    | Davis Kamoga        | Ouganda           | 44 s 82 |      |
| 4    | Neil de Silva       | Trinité-et-Tobago | 45 s 02 |      |
| 5    | Clement Chukwu      | Nigeria           | 45 s 24 |      |
| 6    | Du'aine Ladejo      | Royaume-Uni       | 45 s 62 |      |
| 7    | Sugath Thilakaratne | Sri Lanka         | 45 s 78 |      |
| 8    | Paul Greene         | Australie         | 46 s 22 |      |

### Quart de Finale 4
| Rang | Athlète              | Pays                            | Temps   | Notes |
| ---- | -------------------- | ------------------------------- | ------- | ----- |
| 1    | Alvin Harrison       | États-Unis                      | 44 s 79 |       |
| 2    | Iwan Thomas          | Royaume-Uni                     | 45 s 04 |       |
| 3    | Michael McDonald     | Jamaïque                        | 45 s 26 |       |
| 4    | Eswort Coombs        | Saint-Vincent-et-les-Grenadines | 45 s 43 |       |
| 5    | Jean-Louis Rapnouil  | France                          | 45 s 74 |       |
| 6    | Hendrick Mokganyetsi | Afrique du Sud                  | 46 s 48 |       |

### Série 1
| Rang | Athlète         | Pays              | Temps   | Notes |
| ---- | --------------- | ----------------- | ------- | ----- |
| 1    | Roger Black     | Royaume-Uni       | 45 s 28 |       |
| 2    | Neil de Silva   | Trinité-et-Tobago | 45 s 34 |       |
| 3    | Stefan Balosak  | Slovaquie         | 45 s 86 |       |
| 4    | Jude Monye      | Nigeria           | 46 s 10 |       |
| 5    | Michael Joubert | Australie         | 46 s 30 |       |
| 6    | Kossi Akoto     | Togo              | 46 s 94 |       |

### Série 2
| Rang | Athlète            | Pays            | Temps   | Notes |
| ---- | ------------------ | --------------- | ------- | ----- |
| 1    | Davian Clarke      | Jamaïque        | 45 s 54 |       |
| 2    | Sanderlei Parrela  | Brésil          | 45 s 60 |       |
| 3    | Troy Douglas       | Bermudes        | 45 s 61 |       |
| 4    | Charles Gitonga    | Kenya           | 45 s 62 |       |
| 5    | Piotr Rysiukiewicz | Pologne         | 46 s 07 |       |
| 6    | Mohammed al-Bishi  | Arabie saoudite | 46 s 82 |       |
| 7    | Ivan Jean-Marie    | Sainte-Lucie    | 47 s 13 |       |
| 8    | Hassani Abdou      | Comores         | 50 s 17 |       |

### Série 3
| Rang | Athlète               | Pays                      | Temps   | Notes |
| ---- | --------------------- | ------------------------- | ------- | ----- |
| 1    | Alvin Harrison        | États-Unis                | 44 s 69 |       |
| 2    | Ibrahim Ismail Muftah | Qatar                     | 45 s 51 |       |
| 3    | Paul Greene           | Australie                 | 46 s 12 |       |
| 4    | Shigekazu Ōmori       | Japon                     | 46 s 30 |       |
| 5    | Laurent Clerc         | Suisse                    | 46 s 42 |       |
| 6    | Ju-Il Song            | Corée du Sud              | 46 s 74 |       |
| 7    | Subul Babo            | Papouasie-Nouvelle-Guinée | 48 s 15 |       |

### Série 4
| Rang | Athlète             | Pays                            | Temps   | Notes |
| ---- | ------------------- | ------------------------------- | ------- | ----- |
| 1    | Eswort Coombs       | Saint-Vincent-et-les-Grenadines | 45 s 84 |       |
| 2    | Jean-Louis Rapnouil | France                          | 45 s 93 |       |
| 3    | Du'aine Ladejo      | Royaume-Uni                     | 46 s 27 |       |
| 4    | Troy McIntosh       | Bahamas                         | 46 s 42 |       |
| 5    | Valdnei Da Silva    | Brésil                          | 46 s 61 |       |
| 6    | Richard Jones       | Guyana                          | 46 s 69 |       |
| 7    | Mpho Morobe         | Lesotho                         | 47 s 54 |       |
| 8    | Mohamed Amir        | Maldives                        | 49 s 57 |       |

### Série 5
| Rang | Athlète                   | Pays           | Temps   | Notes |
| ---- | ------------------------- | -------------- | ------- | ----- |
| 1    | Sugath Thilakaratne       | Sri Lanka      | 45 s 79 |       |
| 2    | Michael Johnson           | États-Unis     | 45 s 80 |       |
| 3    | Alejandro Manuel Cardenas | Mexique        | 45 s 85 |       |
| 4    | Bobang Phiri              | Afrique du Sud | 45 s 94 |       |
| 5    | Kennedy Ochieng           | Kenya          | 45 s 99 |       |
| 6    | Evripides Demosthenous    | Chypre         | 46 s 76 |       |
| 7    | Emmanuel Rubayiza         | Rwanda         | 49 s 20 |       |

### Série 6
| Rang | Athléte              | Pays               | Temps   | Notes |
| ---- | -------------------- | ------------------ | ------- | ----- |
| 1    | Harry Butch Reynolds | États-Unis         | 45 s 42 |       |
| 2    | Arnaud Malherbe      | Afrique du Sud     | 45 s 75 |       |
| 3    | Tawanda Chiwira (en) | Zimbabwe           | 45 s 89 |       |
| 4    | Mathias Rusterholz   | Suisse             | 45 s 92 |       |
| 5    | Dawda Jallow         | Gambie             | 46 s 73 |       |
| 6    | Eugene Farrell       | Irlande            | 47 s 18 |       |
| 7    | Casimiro Nze         | Guinée équatoriale | 50 s 14 |       |

### Série 7
| Rang | Athléte                  | Pays                      | Temps   | Notes |
| ---- | ------------------------ | ------------------------- | ------- | ----- |
| 1    | Clement Chukwu           | Nigeria                   | 45 s 18 |       |
| 2    | Samson Kitur             | Kenya                     | 45 s 39 |       |
| 3    | Michael McDonald         | Jamaïque                  | 45 s 50 |       |
| 4    | Hendrick Mokganyetsi     | Afrique du Sud            | 45 s 89 |       |
| 5    | Osmar Barbosa dos Santos | Brésil                    | 46 s 16 |       |
| 6    | Robert Guy               | Trinité-et-Tobago         | 46 s 80 |       |
| 7    | Martial Biguet           | République centrafricaine | 48 s 92 |       |
| 8    | Mohamed Ali Anwar Omer   | Yémen                     | 50 s 81 |       |

### Série 8
| Rang | Athlète         | Pays        | Temps   | Notes |
| ---- | --------------- | ----------- | ------- | ----- |
| 1    | Sunday Bada     | Nigeria     | 45 s 19 |       |
| 2    | Iwan Thomas     | Royaume-Uni | 45 s 22 |       |
| 3    | Davis Kamoga    | Ouganda     | 45 s 56 |       |
| 4    | Roxbert Martin  | Jamaïque    | 46 s 01 |       |
| 5    | Mark Ladbrooks  | Australie   | 46 s 28 |       |
| 6    | Carl Oliver     | Bahamas     | 47 s 41 |       |
| 7    | Kimitene Biyago | Tchad       | 48 s 88 |       |

## Légende
Records et Performances
- AR : Record continental (area record)
- CR : Record des championnats (championship record)
- MR : Record du meeting (meet record)
- NR : Record national (national record)
- OR : Record olympique (olympic record)
- PR : Record paralympique (paralympic record)
- PB : Record personnel (personal best)
- SB : Meilleure performance personnelle de la saison (season's best)
- WL : Meilleure performance mondiale de l'année (world leader)
- WJR : Record du monde junior (world junior record)
- WR : Record du monde (world record)

Circonstances et Conditions
- DNF : N'a pas terminé (did not finish)
- DNS : N'a pas pris le départ (did not start)
- DQ : Disqualification (disqualification)
- NM : Aucun essai valable enregistré (No Mark)
- Q : Qualifié « directement » au prochain tour (ou à la prochaine compétition), lors d'une compétition majeure, grâce au classement ou à la réalisation des minima (automatic qualifier)
- q : Qualifié au prochain tour (ou à la prochaine compétition), lors d'une compétition majeure, grâce au repêchage ou à la réalisation de l'une des meilleures performances parmi celles des « non qualifiés directement » (grâce au meilleur temps ou à la meilleure distance par exemple) (secondary qualifier)